# Cantorov skup
Cantorov skup je skup odvojenih točaka dužine koji se dobije konstantnim izbacivanjem srednje trećine svih preostalih segmenata. To je fraktal topološke dimenzije 0 (nula). Predstavio ga je njemački matematičar Georg Cantor 1883. godine.

## Konstrukcija
Uzmimo segment pravca u intervalu [0,1] te izuzmimo srednju trećinu bez krajnjih točaka (dakle, interval <1/3,2/3>). Sa svakim od preostala dva segmenta učinimo isto i nastavimo postupak s ostatkom. Točke koje ostanu nakon beskonačnog broja iteracija čine Cantorov skup. Zanimljivo je da je Cantorov skup ono što ostane od prvobitne crte Kochove krivulje.

## Sadržaj Cantorovog skupa
Cantorov je skup sve što ostane nakon oduzimanja srednjih trećina, pa zbroj duljina svih segmenata možemo dobiti tako da zbrojimo duljine svih izuzetih segmenata i oduzmemo ga od duljine početne dužine. U prvoj smo iteraciji oduzeli 1/3 ukupne duljine, u drugoj još 2/9 itd. Zbroj tog geometrijskog niza je:
{\displaystyle {\frac {2^{n-1}}{3^{n}}}={\frac {1}{3}}+{\frac {2}{9}}+{\frac {4}{27}}+{\frac {8}{81}}+\cdots ={\frac {\frac {1}{3}}{1-{\frac {2}{3}}}}=1}.
Drugim riječima, izgleda da smo sve izbacili. Isti smo rezultat mogli dobiti i drugačije, zbrojimo li sve što smo ostavili:
{\displaystyle {\frac {2}{3}}\cdot {\frac {2}{3}}\cdot {\frac {2}{3}}\cdots =\left({\frac {2}{3}}\right)^{\infty }{\to }0}.
No, zaključiti da je Cantorov skup prazan nije ispravno. Dokaz tome je činjenica da smo uvijek ostavili krajnje točke skupa koji smo izbacivali. Dakle, ono što je ostalo su odvojene točke.

## Višedimenzionalni Cantorovi skupovi
Višedimenzionalni analogoni Cantorovom skupu obično se nazivaju Cantorova prašina. Postupak za dvodimenzionalni analogon je sličan: jedinični se kvadrat podijeli na 9 jednakih kvadrata od kojih se izbaci pet kvadrata koji ne sadrže vrh početnog kvadrata (izbace se kvadrati u obliku znaka +). Postupak se ponovi s ostala četiri kvadrata i tako beskonačno puta. 
Trodimenzionalni se analogon naziva i Cantorov oblak. Kreće se od kocke koja se podijeli na 27 jednakih kocaka. Izostavi se 19 od njih koje ne sadrže vrhove kocke, odnosno ostavi se 8 kocaka koje sadrže dijelove triju stranica početne kocke. Postupak se ponovi s preostalim kockama.